# Pristomyrmex pegasus
Pristomyrmex pegasus är en myrart som beskrevs av Mann 1919. Pristomyrmex pegasus ingår i släktet Pristomyrmex och familjen myror. Inga underarter finns listade i Catalogue of Life.